# Corso de Tolosa
Corso, también escrito como Chorso, Torson, Tercin, Torso o Chorson, fue el primer conde (o duque) de Tolosa (778 – 789 o 790).
Se le llamó Chorso dux Tholosanus por el llamado "Astrónomo" en su Vita Hludovici ("Vida de Luis", año 789). Corso fue el regente de Aquitania durante los primeros años del reinado de Ludovico Pío allí (desde 781). En 788, fue capturado por el gascón Adalrico y tuvo que hacer un juramento de alianza al duque de Gascuña, Lope II de Vasconia. Esta es la razón de su destitución al ser liberado.
| Predecesor: Ninguno | Conde de Tolosa 778–790 | Sucesor: Guillermo de Gellone |

- Datos: Q669377